# クトゥルフ

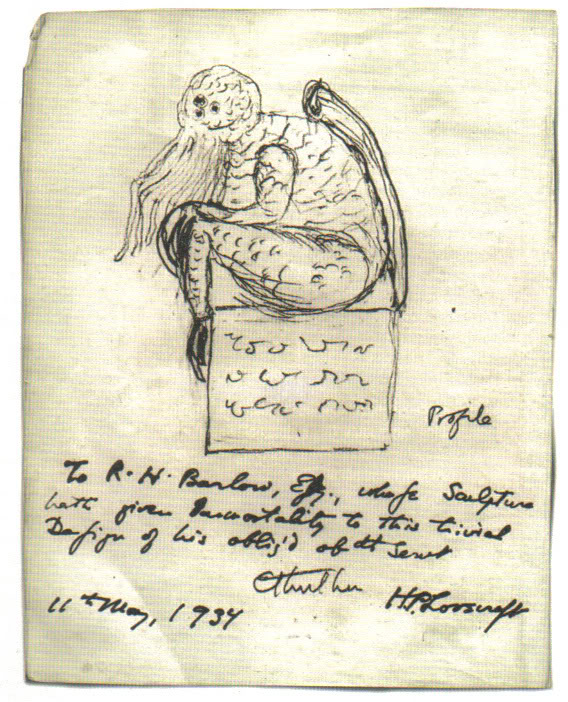
HPLによる素描（1934年）。後年になってからS・T・ヨシら研究者たちの活動により発見された。

クトゥルフ(Cthulhu)とは、クトゥルフ神話に登場する架空の神、あるいは宇宙生物である。「大いなるクトゥルフ」などとも呼ばれる。
クトゥルフ神話の名に冠されている。初出はハワード・フィリップス・ラヴクラフト（以下HPL）の小説『クトゥルフの呼び声』（The Call of Cthulhu、1926年）。以降、多くの作品に登場している。人間では太刀打ちできない太古の地球の支配者であり、HPLの理念「コズミックホラー（人間の繁栄が宇宙からすれば短いものであるとした宇宙的恐怖）」を象徴するキャラクターとして、また「クトゥルフ神話」ジャンルの代名詞として知られている。
この固有名詞は人語ではなく、Cthulhuは英語の当て字にすぎないという設定がある。日本語では幾つかの表記がある（詳細後述）が、本項では、一般的な表記のひとつである「クトゥルフ」を用いる。

## 概要
海底に沈んだ都市ルルイエに眠っている（あるいは封印されている）とされ、彼自身が物語上で活躍することはない。しかし目覚めかけたときに漏れる夢がテレパシーとして人間に悪影響を及ぼしたり、配下のカルトや人外が人間に危害を加えてくることはあるため、恐ろしい邪神である。
一般に頭足類（タコやイカ）に似た六眼の頭部、顎髭のように触腕を無数に生やし、巨大な鉤爪のある手足、水かきを備えた二足歩行の姿、ぬらぬらした鱗かゴム状の瘤に覆われた数百メートルもある山のように大きな緑色の身体、背にはドラゴンのようなコウモリに似た細い翼を持った姿をしているとされる。人の神経を逆撫でするオーボエのようなくぐもった声を発する。
『クトゥルフの呼び声』では邪神像が登場し、1925年にある船がルルイエに上陸してクトゥルフらしき怪物を目撃した。船員8人のうち生還者は1人のみ。彼らはクトゥルフの精神波と巨体に為すすべなく蹂躙され、惨死を遂げた。
クトゥルフ神話に名を冠し、またオーガスト・ダーレスが初期クトゥルフ神話諸作品にて、深きものども、クトゥルフ、水の怪物らを多用したことで、神話ジャンル中でクトゥルフが占める存在感は大きい。

### HPLによる初期設定
地球人＝樽型異星人（など）であった時代に、外宇宙から飛来した侵略者である。樽型異星人たちは防ぎきれず、戦争を経て最終的には講和を結び、南太平洋の大陸をクトゥルフ達に譲る。それまで樽型異星人たちは陸海を支配していたが、代わってクトゥルフは陸を支配するようになる。時代は流れてルルイエの都が海に沈み、クトゥルフは眠りにつく。残されたクトゥルフ陣営の種族たちは、「善神クトゥルフが、宇宙の魔物のしわざで封印された」と伝承していく。
クトゥルフは「旧支配者の大祭司」とされる。
教団本部はアラビアの無名都市にあり、また中国の山には教団の不死の指導者たちがいる。カルトは世界各地に様々な形で潜伏しており、インスマウスのダゴン秘密教団もその1つ。
HPLとスミスは、クトゥルフとツァトゥグァの2邪神を血縁と設定した。

### クトゥルフ神話における基本設定
HPL後にダーレスが体系付けたクトゥルフ神話においては、クトゥルフは旧支配者の一柱で、四大霊の水の精の首領であり、風の精の首領ハスターと対立する。世界中でカルトが活動していることから、最も恐ろしい旧支配者とされる。
クトゥルフの初期設定は初期辞典『クトゥルー神話小辞典』『クトゥルー神話の神神』で要約されており、ダーレス、HPL、カットナーの作品を材料としている。ただし批判や指摘もある。

## ルルイエ
クトゥルフは、南太平洋の海底に沈んだ古代の石造都市ルルイエで、死のごとき眠りについている。ルルイエの島は、ときに天体現象や地殻変動によって海面に浮上することがあり、クトゥルフの夢がテレパシーによって外界へ漏れ、影響された人々を狂乱に駆り立てる。これは『クトゥルフの呼び声』に詳しい。
クトゥルフの眷属たちが用いる言語はルルイエ語とされる。ルルイエ語で有名なものが上記のフレーズで、クトゥルフがやがて目覚めると信じられている。
ダーレス神話以降では、ルルイエの沈没とクトゥルフの眠りは、旧神によって封印されたためとされる。またルルイエの名を冠する文献「ルルイエ異本」が存在する。

## 神々の系譜
クトゥルフは、単独ではなく一族で地球へと到来した。クトゥルフには同種の生物がいる。
神クトゥルフの「家系図」は複数あるが、こんにちではリン・カーターの系譜を基盤としたものが知られている。これはクトゥルフに三柱の息子ゾス三神（ガタノトーア、イソグサ、ゾス＝オムモグ）と、娘のクティーラがいるというもの。この系図ではクトゥルフ、ハスター、ヴルトゥームを三兄弟とする。
HPL等（原神話、ラヴクラフト神話）
ヨグ＝ソトースとシュブ＝ニグラスの子供がナグとイェブになり、ナグからクトゥルフ、イェブからツァトゥグァが生まれた。
スミス（エイボン・プノム系図）
ツァトゥグァの父とクトゥルフが兄弟である。
リン・カーター（大系化されたクトゥルフ神話）
ヨグ＝ソトースの息子であり、ハスター、ツァトゥグァ、ヴルトゥームは異母兄弟である。このうちハスターとは敵対している。ゾス星系の雌神イダー＝ヤアーとの間にガタノトーア、イソグサ、ゾス＝オムモグの三兄弟（ゾス三神）をもうけている。
ブライアン・ラムレイ（タイタス・クロウのシリーズ）
クトゥルフが邪神の王である。ゾス三神の妹に秘密のクティーラがいる。
旧神クタニド帝は兄弟。旧神から堕ちた者たちが邪神となった。
ジョゼフ・S・パルヴァー（およびTRPG6版以降）
二番目の妻スクタイ（詳細不明）がいたが、クトゥルフ自身が殺害。三番目の妻カソグサ（蛇の女神）は妹でもあり、双子の姉妹ヌクトーサとヌクトルーをもうけた。

### 従神、眷属、カルト
神レベルの眷属として、ダゴンやシュド＝メルがいる。ダゴンとヒュドラは水棲種族「深きものども（および人間との混血）」を従える。他の従神としてはオトゥーム（曰く、クトゥルフの騎士）、ムナガラー（曰く、クトゥルフの右腕）などが挙げられる。作品によってはナイアーラトテップがクトゥルフの使者として活動していることがある。
夢によるテレパシーで信奉者に指示を送っている。カルトには、クトゥルフを信仰するクトゥルフ教団がある他、傘下に幾つものカルトを持ち、人間の信者に加えて非人間の信者（奉仕種族）がいる。過去においては、ムー大陸で崇拝されていた。『永劫の探究』のシュリュズベリイ博士によると、クトゥルフ崇拝の拠点は8箇所（南太平洋ポナペ、北米インスマス、ペルーの地底湖、など）。
『クトゥルフの呼び声』で姿を見せた信者たちは、その後も彼等の神の復活のために暗躍を続け、ジョン・レイモンド・ルグラース及びアントン・ザーナク博士等と幾度も戦い、最終的にはヒマラヤ山中で壊滅している。

## 発音
名前は、ギリシア語で「地下」を意味する"Chthonic"から着想を得たと言われている。これは、1932年作品『壁のなかの鼠』において言及された。
日本語による「クトゥルフ」表記は1974年出版の『ラヴクラフト傑作集』（後のラヴクラフト全集1）を訳した大西尹明によるものであり、表記の理由を「発音されると考えられる許容範囲内で、その最も不自然かつ詰屈たる発音を選んだがため」としている。
宇宙から飛来した異生物クトゥルフの名前は、本来、人間には発音不能とされ（ルルイエも同様）、その呼称を便宜的に表記したものである。英語では"Cathulu", "Kutulu", "Q'thulu", "Ktulu", "Cthulu", "Kthulhut", "Kulhu", "Thu Thu", "Tulu"など、複数の綴りが存在し、発音も決まっていない。S・T・ヨシは、「HPLは、"Khlûl'hloo"（クルールー）もしくは"Kathooloo"（カトゥルー）という音を"Cthulhu"と書き写した」と述べている。HPL自身は、"Cthulhu"の発音について「舌の先をぴったり口蓋に押しつけて、不完全な二つの音節、"Cthu-lhu"を唸るように、吼えるように、咳きこむように発音する」と書簡に記述している。これをカタカナで表現すると「クルールー」になる。一方、HPLから遺著管理者に指名されたロバート・H・バーロウは「HPLは"Cthulhu"を"Koot-u-lew"と発音していた」と証言しており、オーガスト・ダーレスもこれを支持した。「クトゥルー」という表記は、このバーロウの説に由来する。
HPLは諸作品で、メキシコの鉱山でCthulhutl（クトゥルートル）、ウガンダの密林でClulu（クルル）、地底世界でTulu（トゥルー）と呼ばれているとした。またスミスはKthulhut（クトルット）という表記を用いた。

### Cthulhuの日本語表記
- クトゥルフ：全集1（大西尹明）・2（宇野利泰）、新潮、クトゥルフ神話TRPGなど
- クトゥルー：クト、新訳など
- ク・リトル・リトル：真ク、新ク、荒俣宏
- クルウルウ：全集3以降（大瀧啓裕訳分）
- クスルウー：定本

先述の理由から、大瀧啓裕は、「クルウルウ」「クトゥルー」の2表記を意図して使い分けている。大瀧は全集とクトの両方の邦訳を担っており、クルウルウ＝HPLが作り出した神話作品、クトゥルー＝ダーレスが作り上げた神話体系としている。
ほか、『クトゥルフの呼び声』の邦訳題ぶれにも影響する。

### 世界の中のCthulhuの名前の設定
クトゥルフ神話TPRGにおける設定では、現在の「クトゥルフ」という名は、ネクロノミコンアラビア語版に記された名をギリシャ語に音訳したときにできたもの（xthulhu、Χθυλυ）であり、ラテン語でCthulhuとなったとされている。それどころか、世界中の古代文明の言語記録に古代クトゥルフ崇拝の痕跡がみられるとされる。
古代中国では鬼歹老海（クィ・タイ・ラオ・ハイ）と記され、現代中国語では克蘇魯と表記される。なおルルイエ異本は中国の書物である。また日本（和製クトゥルフ作品）にて「九頭龍」の字が当てられることもあり、九頭竜伝承に重ねられる。

## 代表的な作品
数字は執筆年/発表年。
- HPL：クトゥルフの呼び声（1925/1928）、ネクロノミコンの歴史（1927/没後1938）、ダンウィッチの怪（1928/1929）、インスマウスの影（1931/1936）、狂気の山脈にて（1931/1936）
  - HPL代作：電気処刑器（1930）、羽のある死神、永劫より（1935）、墳丘の怪（没後1940）
- オーガスト・ダーレス：ハスターの帰還（1939）、永劫の探究（1944-1952）、謎の浅浮彫り（1948）、ほか
- ヘンリー・カットナー：侵入者（1939）
- フレッド・ペルトン：サセックス稿本（194X）
- ロバート・ブロック：アーカム計画（1979）
- ブライアン・ラムレイ：タイタス・クロウ・サーガ（1975-1989）
- リン・カーター：陳列室の恐怖（1976）、暗黒の知識のパピルス（1988）、カーター版ネクロノミコン（没後1996）
- 事典：クトゥルー神話小辞典（レイニー改稿版1943）、クトゥルー神話の神神（カーター改稿版1959）
- ケイオシアム社：TRPG『クトゥルフの呼び声』（1981-）

朱鷺田祐介はHPLの作品を12の系統に分けた。つまりクトゥルフ神話を12のジャンルに分類する考え方であるが、これに則ると、クトゥルフはクトゥルフ物語のメインテーマであり、インスマス物語とも関連が大きく、また古のもの物語はクトゥルフの古代史に関わる。

### 日本において
「クトゥルフ神話」の名に冠されている、いわば顔役のような邪神であり、日本の初期クトゥルフ神話でも重要な役どころが与えられている。最初期の2作たる『邪教の神』『銀の弾丸』は、独自アレンジがなされたクトゥルフとなっている。1980年代の初期の長編3作『クトゥルー・オペラ』『魔界水滸伝』『妖神グルメ』は全てがVSクトゥルフを題材とする。菊地秀行はクトゥルフとヨグ＝ソトースを互角の敵対者として登場させることが多い。
『ウルトラマンティガ』のラスボス怪獣「邪神ガタノゾーア」は、クトゥルフである。名前は別の邪神から流用しているが、デザインにあたっては世界中のアーティストが描いたクトゥルフのイラストが資料として用いられたという。
クトゥルフをオマージュした作品やキャラクターも枚挙にいとまがない。一例として、サクセスのアドベンチャーゲーム『アオイシロ』には、クトゥルフをモデルとする邪神「クロウクルウ」が登場する。